# امرالله صابری
امرالله صابری شیروانی (۱۳۲۰ – ۵ مهر ۱۴۰۲) بازیگر ایرانی تئاتر، تلویزیون و سینما بود.

## زندگی
امرالله صابری در سال ۱۳۲۰ در شهر تنکابن متولد شد. وی دارای لیسانس کارگردانی و بازیگری از دانشگاه دولتی هانوفر آلمان بود. بازی در تئاتر را از سال ۱۳۴۷ و همکاری با تلویزیون را از همین سال آغاز کرد. بازی در سینما را از سال ۱۳۵۱ با نقش کوتاهی در پستچی به کارگردانی داریوش مهرجویی شروع به کار کرد. وی همچنین چند اثر ترجمه در کارنامه هنری خود از جمله پابرهنه‌ها تمرین انقلاب می‌کنند (اثر گونتر گراس) را نیز دارد. صابری در ۵ مهر ۱۴۰۲، در ۸۲ سالگی به‌دلیل کهولت سن درگذشت.

## فیلم‌شناسی
- لا مینور (۱۳۹۸)
- جدا افتاده (۱۳۸۳)
- دلباخته (۱۳۷۸)
- سرزمین سبز (۱۳۷۶)
- تهران ۱۱–۵۹۵ ج ۴۸ (۷۶–۱۳۷۵)
- چهره (۱۳۷۴)
- هدف (۱۳۷۳)
- ضربه آخر (۱۳۷۲)
- یاران (۱۳۷۲)
- مستاجر (۱۳۷۱)
- آقای بخشدار (۱۳۷۰)
- مخترع ۲۰۰۱ (۱۳۷۰)
- چاووش (۱۳۶۹)
- راز کوکب (۱۳۶۸)
- هامون (۱۳۶۸)
- ترن (۱۳۶۶)
- ستاره دنباله‌دار (فیلم) (۱۳۶۴)
- میرزا کوچک‌خان (۱۳۶۲)
- خط قرمز (۱۳۶۰)
- مدرسه‌ای که می‌رفتیم (۱۳۵۹)
- دایره مینا (۱۳۵۷)
- سفر سنگ (۱۳۵۶)
- غزل (۱۳۵۵)
- گوزنها (۱۳۵۳)
- قصه ماهان (۱۳۵۲)
- بلوچ (۱۳۵۱)
- پستچی (۱۳۵۱)